# WayV (група)
WayV (кинески: 威神В; пињин: WēiShén V ) је кинески мушки бенд којим управља кинеска музичка кућа SM Entertainment, Label V, и четврта подјединица и јединица са седиштем у Кини јужнокорејског мушког бенда NCT. Група је дебитовала 17. јануара 2019. са својом дигиталним синглом (ЕП) Тhe Vision. Њихова постава се састоји од седам чланова: Кун, Тен, Винвин, Луцас, Ксиаојун, Хендери и Jангјанг. Група је објавила један студијски албум и три ЕП-а и редовно се појављивала на Билбордовим светским листама.

## Историја

### 2016-2017: Формирање бенда
Пре него што су се придружили SM Entertainment, неки од чланова су већ били укључени у шоу бизнис. Године 2011. Тен је учествовао као такмичар у тајландској ТВ емисији Teen Superstar под именом ТНТ. Ксиаојун је биo такмичарка у програму за  Zhejiang TV  X-Fire у новембру 2015. године.
Године 2013. Тен је био први члан који се придружио кући кроз СМ Глобал аудицију у Бангкоку, Тајланд.  Године 2015., Лукас је добио улогу на SM Global  аудицији у Хонг Конгу, у јулу исте године, Кун је добио улогу у Пекингу, Кина, а Винвин је добио улогу у својој школи на СМ кастингу менаџера и прошао је аудицију издавачке куће у фебруару 2016. Јанг Јанг је прошао аудицију на Тајвану. Хендери је глумио на улици 2017. Када су га запазили а Сјаојун је добио улогу 2018. године. 
Свих седам чланова WayV-а су првобитно били део SMM Rookies, пре-дебитантског тима приправника под SM Entertainment. Године 2014, Тен се, заједно са неким од његових сарадника, појавио у емисији Еxо 90:2014 коју је продуцирао Мнет, у којој су глумили колеге из куће  Еxо, где су наступали уз К-поп песме из 1990-их. У априлу 2016, Кун је певао са НCТ у кинеској верзији песме "Without You" и придружио им се на промотивним фазама песме. Винвин се придружио као играч за НCТ У "Тhe 7th Sense" на њиховом првом наступу уживо у Кини на 16. додели награда Music Feng Yung Bang истог месеца.

### 2019: Синглови:Take offиTake over the Moon
Дана 17. јануара 2019, WayV је дебитовао са својим првим дигиталним ЕП-ом The Vision са кинеском верзијом НCТ 127 "Regular" као главним синглом. Све три песме са ЕП-а налазе се међу првих десет на  Billboard World Digital Songs . Група је дебитовала на броју четири Billboard Social  50, што је најбољи деби на листи од XXXTentacion-a у јуну 2018. године.

WayV је објавио свој први ЕП Таke Off са главним синглом са истим именом 9. маја. ЕП је достигао седмо место на Билбордoвој светској листи албума и прво место на листи iTunes албума у 30 региона. У међувремену, сингл је дебитовао на другом месту QQ Мusic Weekly Popularity листе.
29. октобра, WayV је објавио свој други ЕП, Таке Оver The Moon, са насловном нумером „Мооnwalк“. Чланови Хендери и Јангјанг су први пут учествовали у писању текстова за песме "King of Hearts" и "We go Nanana". Група је дебитовала на Билбордoвој Heatseekers Albums и Korean Gaon Album listi, рангирајући се на двадесет четвртом, односно петом месту. Група је имала свој први повратак на албум на МBC’s Мusic Show Champion 30. октобра, означавајући њихов први наступ у Јужној Кореји. 5. новембра група је објавила енглеску верзију "Love Talk", која је дебитовала и достигла треће место на Билбордовом  World Digital Song Sales-у.  Песма је такође означила први улазак групе на QQ Music Weeklz Digital Sales листи заузимајући друго место. Препакована верзија Take over the Moon Sequel, објављена је 2020. и садржала је и енглеску верзију песме „Love Talk“. Група је отишла на промотивну турнеју по Кини, Јужној Кореји и Тајланду.

### 2020: Awaken The World и NCT 2020
Године 2020. WayV jе била друга група из SM Entertainment-а која је одржала онлајн концерт уживо, који су заједно организовали SM Entertainment и Naver, као део прве светске серије концерата посвећених онлајн концертима, Beyond LIVE. Концерт уживо, који је био први концерт WayV-а и под називом ВаиВ - Беионд тхе Висион, одржан је 3. маја. Група је извела песме са својих претходних албума, као и мешавину песама „Тurn Back Time“ и „Bad Alive“, две песме на њиховом првом студијском албуму Awaken the World који је требало да буде објављен пет недеља касније, 9. јуна 2020.

Аwaken The World је претходила онлајн игра дизајнирана за паметне телефоне, која је изазивала играче да откључају тизер слике појединачних чланова. Поред тога, појединачни видео тизери чланова објављени су на различитим платформама. И физичко издање албума и музички видео његовог главног сингла „Тurn back Time“ објављени су након одлагања да би се отклонили потенцијални проблеми са одевним предметима који се користе у његовом промотивном визуелном садржају. По објављивању, WayV је завредео свој улазак у првих топ-три на Тencenт Мusic-овој UNI листи (раније познатој као Yo! Bang) и на листи албума Gaon. Албум је такође достигао девето место на листи Billboard World Albums, док је „Тurn back time“ био на броју дванаест на листи World Digital Song Sale. Awaken the world је постало прво издање групе које се нашло на јапанским музичким листама, појављујући се и на Билбордовој Japan Hot Albums и Oricon Weeklz Albums листи. Након тога, група је објавила корејску верзију "Тurn back Timе" дигитално са пратећим сличним музичким спотом. 29. јула објављена је енглеска верзија песме "Bad Alive" као дигитални сингл. Сингл је био на првом месту QQ Music-ове листе дневне дигиталне продаје и добио златну сертификацију у року од неколико сати након објављивања. Досегла је шесто место на недељном графикону платформе.